# Lysapsus limellum
Lysapsus limellum és una espècie de granota que viu a l'Argentina, Bolívia, el Brasil, el Paraguai i l'Uruguai.
Està amenaçada d'extinció per la pèrdua del seu hàbitat natural.